# Seznam písní v 1. řadě seriálu Glee
Toto je seznam písní z 1. řady seriálu Glee.

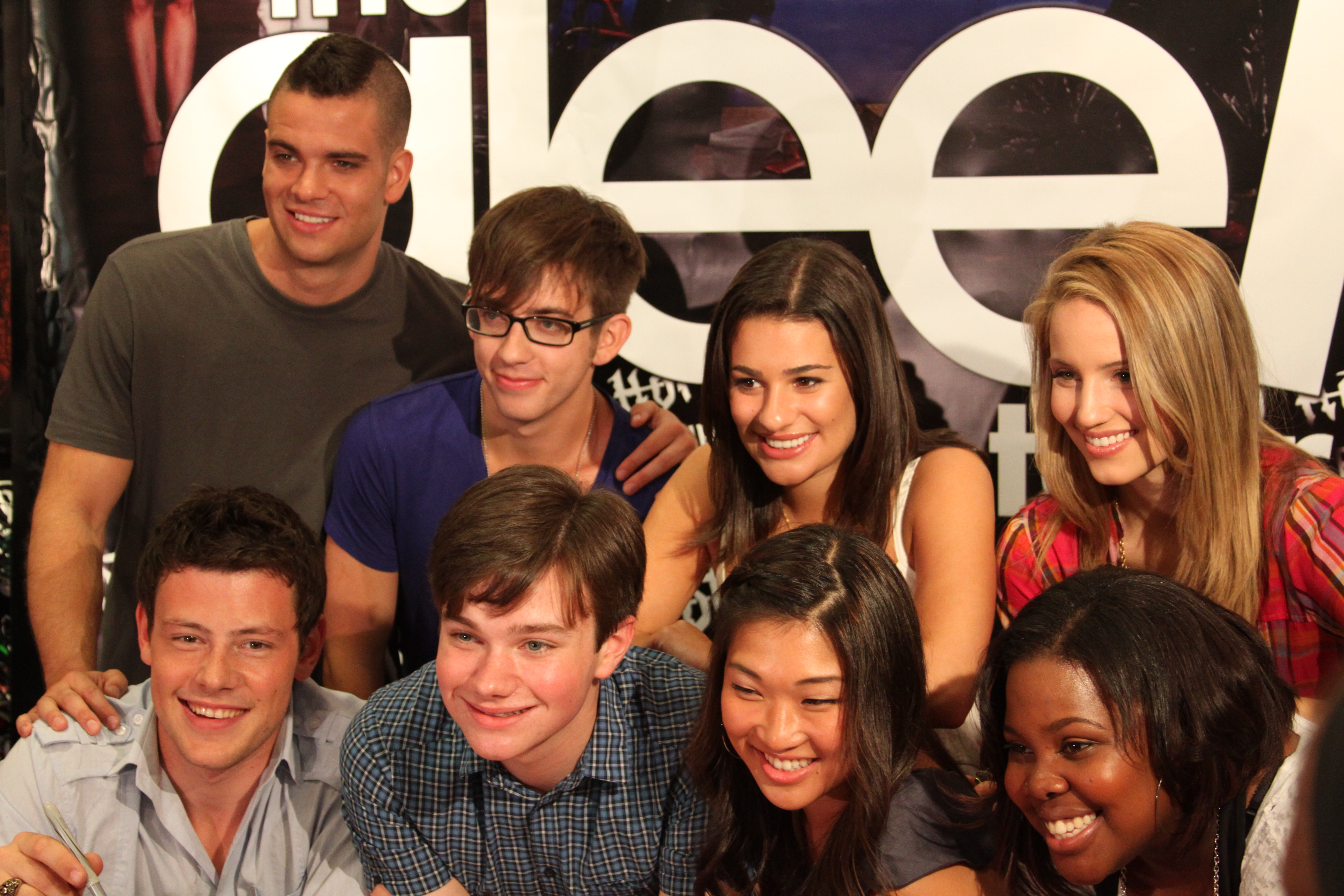
Hlavní postavy seriálu Glee: (odzadu ve směru hodinových ručiček) Mark Salling, Kevin McHale, Lea Michele, Dianna Agron, Amber Riley, Jenna Ushkowitz, Chris Colfer a Cory Monteith

Glee je americký muzikálový, dramatický a komediální seriál, který se vysílá na televizním kanálu Fox. Soustředí se na sbor New Directions na fiktivní střední škole William McKinley High School v Limě ve státě Ohio. Seriál vytvořili Ryan Murphy, Brad Falchuk a Ian Brennan a obsahuje mnoho cover verzí písní, které v zpívají postavy v tomto seriálu.

## Zpívající
Většinu písní zpívá sbor New Directions, který se skládá s Artieho Abramse (Kevin McHale), Rachel Berry (Lea Michele), Mika Changa (Harry Shum mladší), Tiny Cohen-Chang (Jenna Ushkowitz), Quinn Fabray (Dianna Agron), Finna Hudsona (Cory Monteith), Kurta Hummela (Chris Colfer), Mercedes Jones (Amber Riley), Santany Lopez (Naya Rivera), Brittany Pierce (Heather Morris), Noaha "Pucka" Puckermana (Mark Salling) a Matta Rutherforda (Dijon Talton). Vedoucí sboru Will Schuester (Matthew Morrison) také zpívá několik písní a v epizodě Bratři v hitu vytvoří stejnojmennou mužskou a cappella skupinu, do které kromě něho patří Ken Tanaka (Patrick Gallagher), Sandy Ryerson (Stephen Tobolowsky), Henri St. Pierre (John Lloyd Young), Howard Bamboo (Kent Avenido), Finn a Puck. Školní výchovná poradkyně Emma Pillsbury (Jayma Mays) a trenérka roztleskávaček Sue Sylvester (Jane Lynch) zpívají několik písniček písniček. V první řadě se objeví několik písniček, které zpívají konkurenční sbory: Vocal Adrenaline, kde je většinou hlavním zpěvákem Jesse St. James (Jonathan Groff), Jane Addams Girls Choir, Haverbrook Deaf Choir a Aural Intensity, stejně jako roztleskávačky na McKinley High navzvané Cheerios a fotbalový tým.
Hostující hvězdy, které si v první řadě zazpívaly, byli Ben Bledsoe jako bývalý člen sboru Hank Saunders, Jerry Phillips jako mladší Finn a Aaron Hendry jako Darren v pilotní epizodě, Kristin Chenoweth a Neil Patrick Harris jako bývalí členové sboru April Rhodes a Bryan Ryan, Zack Weinstein jako Sean Fretthold, Olivia Newton-Johnová hrála samu sebe, Wendy Worthington jako žena na konkurzu na muzikál Bídníci v epizodě „Sni dál" a Idina Menzel jako vedoucí Vocal Adrenaline, Shelby Corcoran.
Písně z první řady byly vydány na třech soundtrackových albech a na nich i doprovodné vokály, které zpívají nečlenové sboru. Adam Anders, Kamari Copeland, Tim Davis, Emily Gomez, David Loucks, Chris Mann a Windy Wagner se objevili na všech třech albech, stejně jako Nikki Anders, narozena Hassman, která je uvedena jako Hassman na prvních dvou albech a jako Anders na třetím albu; Zac Poor zpívá na druhém a třetím albu. Jasper Randall se objevil na Glee: The Music, Volume 1 a David Baloche, Jenny Karr, Kerri Larson a Tiffany Palmer jsou zahrnuti na Glee: The Music, Volume 2. Album Glee: The Music, Volume 3 Showstoppers obsahuje doprovodné vokály od Kaly Balch, Davida Baloche, Colina Benwarda, Ravaughn Brown, Storma Lee, Chaze Masona, Jeanette Olsen, Jimmyho Andrewa Richarda, Drewa Ryana Scotta, Shelley Scarr a Onitshy Shaw. Zatímco se představitelé vedlejších rolí v první řadě Morris, Rivera, Shum mladší a Talton objevili ve všech skupinových číslech, tak je jen Rivera uvedena jako zpívající na každém soundtrackovém albu nebo EP, získala svůj první sólový part v písni „Like a Virgin" v epizodě Síla Madonny a objevila se na albu Glee: The Music, Volume 3 Showstoppers stejně jako na dvou EP, Glee: The Music, The Power of Madonna a Glee: The Music, Journey to Regionals. Ačkoliv se Morrison objevil na obrazovce v coveru Madonniny písně „What It Feels Like for a Girl", není uveden jako zpěvák na EP. Na EP jsou zahrnuti pouze zpěváci z obsazení seriálu.

## Písně
| Název                                                 | Původní interpret                                      | Interpret v seriálu                                                                              | Epizoda                    | Singl | Album                   |
| ----------------------------------------------------- | ------------------------------------------------------ | ------------------------------------------------------------------------------------------------ | -------------------------- | ----- | ----------------------- |
| „Where Is Love?"                                      | muzikál Oliver!                                        | Hank Saunders a Sandy Ryerson                                                                    | 1. „Pilot"                 | Ne    | N/A                     |
| „Respect"                                             | Aretha Franklinová                                     | Mercedes Jones                                                                                   | 1. „Pilot"                 | Ne    | N/A                     |
| „Mr. Cellophane"                                      | muzikál Chicago                                        | Kurt Hummel                                                                                      | 1. „Pilot"                 | Ne    | N/A                     |
| „I Kissed a Girl"                                     | Katy Perry                                             | Tina Cohen-Chang                                                                                 | 1. „Pilot"                 | Ne    | N/A                     |
| „On My Own"                                           | muzikál Bídníci                                        | Rachel Berry                                                                                     | 1. „Pilot"                 | Ano   | The Complete Season One |
| "Sit Down, You're Rockin' the Boat"                   | muzikál Guys and Dolls                                 | New Directions                                                                                   | 1. „Pilot"                 | Ne    | N/A                     |
| „Can't Fight This Feeling"                            | REO Speedwagon                                         | Finn Hudson                                                                                      | 1. „Pilot"                 | Ano   | Volume 1                |
| „Lovin', Touchin', Squeezin'"                         | Journey                                                | Finn Hudson a Darren                                                                             | 1. „Pilot"                 | Ne    | N/A                     |
| „You're the One That I Want"                          | Pomáda (film)                                          | New Directions                                                                                   | 1. „Pilot"                 | Ne    | N/A                     |
| „Rehab"                                               | Amy Winehouse                                          | Vocal Adrenaline                                                                                 | 1. „Pilot"                 | Ano   | The Complete Season One |
| „Leaving on a Jet Plane"                              | Peter, Paul and Mary                                   | Will Schuester                                                                                   | 1. „Pilot"                 | Ne    | Volume 1                |
| „That's the Way (I Like It)"                          | KC & The Sunshine Band                                 | McKinley High Glee Club – 1993                                                                   | 1. „Pilot"                 | Ne    | N/A                     |
| „Shake, Shake, Shake) Shake Your Booty"               | KC & The Sunshine Band                                 | McKinley High Glee Club – 1993                                                                   | 1. „Pilot"                 | Ne    | N/A                     |
| „Don't Stop Believin'"                                | Journey                                                | New Directions                                                                                   | 1. „Pilot"                 | Ano   | Volume 1                |
| „Le Freak"                                            | Chic                                                   | New Directions                                                                                   | 2. „Skandál"               | Ne    | N/A                     |
| „Gold Digger"                                         | Kanye West feat. Jamie Foxx                            | Will Schuester a New Directions                                                                  | 2. „Skandál"               | Ano   | Volume 1                |
| „All by Myself"                                       | Eric Carmen                                            | Emma Pillsbury                                                                                   | 2. „Skandál"               | Ne    | N/A                     |
| „Push It"                                             | Salt-n-Pepa                                            | New Directions                                                                                   | 2. „Skandál"               | Ano   | The Complete Season One |
| „I Say a Little Prayer"                               | Dionne Warwick                                         | Quinn Fabray se Santanou Lopez a Brittany Pierce                                                 | 2. „Skandál"               | Ne    | Volume 1                |
| „Take a Bow"                                          | Rihanna                                                | Rachel Berry s Mercedes Jones a Tinou Cohen-Chang                                                | 2. „Skandál"               | Ano   | Volume 1                |
| „For He's a Jolly Good Fellow"                        | Anon                                                   | Acafellas                                                                                        | 3. „Bratři v hitu"         | Ne    | N/A                     |
| „This Is How We Do It"                                | Montell Jordan                                         | Acafellas                                                                                        | 3. „Bratři v hitu"         | Ne    | N/A                     |
| „Poison"                                              | Bell Biv DeVoe                                         | Acafellas                                                                                        | 3. „Bratři v hitu"         | Ne    | N/A                     |
| „Mercy"                                               | Duffy                                                  | Vocal Adrenaline                                                                                 | 3. „Bratři v hitu"         | Ano   | The Complete Season One |
| „Bust Your Windows"                                   | Jazmine Sullivan                                       | Mercedes Jones                                                                                   | 3. „Bratři v hitu"         | Ano   | Volume 1                |
| „I Wanna Sex You Up"                                  | Color Me Badd                                          | Acafellas                                                                                        | 3. „Bratři v hitu"         | Ne    | Volume 1                |
| „Single Ladies (Put a Ring on It)" *                  | Beyoncé                                                | Kurt Hummel s Tinou Cohen-Chang a Brittany Pierce; fotbalové družstvo                            | 4. „V jiném stavu"         | Ne    | N/A                     |
| „Taking Chances"                                      | Céline Dion                                            | Rachel Berry                                                                                     | 4. „V jiném stavu"         | Ano   | Volume 1                |
| „Tonight"                                             | West Side Story                                        | Tina Cohen-Chang                                                                                 | 4. „V jiném stavu"         | Ne    | N/A                     |
| „Don't Stop Believin'"                                | Journey                                                | New Directions                                                                                   | 5. „Návrat nezdárné dcery" | Ne    | N/A                     |
| „Maybe This Time"                                     | muzikál Kabaret                                        | April Rhodes a Rachel Berry                                                                      | 5. „Návrat nezdárné dcery" | Ano   | Volume 1                |
| „Cabaret"                                             | muzikál Kabaret                                        | Rachel Berry                                                                                     | 5. „Návrat nezdárné dcery" | Ne    | N/A                     |
| „Alone"                                               | Heart                                                  | April Rhodes a Will Schuester                                                                    | 5. „Návrat nezdárné dcery" | Ano   | Volume 1                |
| „Last Name"                                           | Carrie Underwoodová                                    | April Rhodes a New Directions                                                                    | 5. „Návrat nezdárné dcery" | Ano   | The Complete Season One |
| „Somebody to Love"                                    | Queen                                                  | New Directions                                                                                   | 5. „Návrat nezdárné dcery" | Ano   | Volume 1                |
| „It's My Life" / „Confessions Part II"                | Bon Jovi / Usher                                       | mužští členové New Directions                                                                    | 6. „Vitamin D"             | Ano   | The Complete Season One |
| „Halo" / „Walking on Sunshine"                        | Beyoncé / Katrina and the Waves                        | ženské členky New Directions                                                                     | 6. „Vitamin D"             | Ano   | The Complete Season One |
| „Hate on Me"                                          | Jill Scott                                             | Mercedes Jones, Tina Cohen-Chang a New Directions: skupina Sue Sylvester                         | 7. „Menšiny"               | Ano   | Volume 1                |
| „Ride wit Me"                                         | Nelly feat. City Spud                                  | New Directions                                                                                   | 7. "Menšiny"               | Ne    | N/A                     |
| „No Air"                                              | Jordin Sparks a Chris Brown                            | Rachel Berry a Finn Hudson s New Directions                                                      | 7. „Menšiny"               | Ano   | Volume 1                |
| „You Keep Me Hangin' On"                              | The Supremes                                           | Quinn Fabray                                                                                     | 7. „Menšiny"               | Ano   | Volume 1                |
| „Keep Holding On"                                     | Avril Lavigne                                          | New Directions                                                                                   | 7. „Menšiny"               | Ano   | Volume 1                |
| „Bust a Move"                                         | Young MC                                               | Will Schuester a New Directions                                                                  | 8. „Směska"                | Ano   | Volume 1                |
| „Thong Song"                                          | Sisqó                                                  | Will Schuester                                                                                   | 8. „Směska"                | Ano   | The Complete Season One |
| „What a Girl Wants"                                   | Christina Aguilera                                     | Rachel Berry                                                                                     | 8. „Směska"                | Ne    | N/A                     |
| „Sweet Caroline"                                      | Neil Diamond                                           | Puck a New Directions                                                                            | 8. „Směska"                | Ano   | Volume 1                |
| „Sing, Sing, Sing (With a Swing)" *                   | Louis Prima                                            | Sue Sylvester a Will Schuester                                                                   | 8. „Směska"                | Ne    | N/A                     |
| "„I Could Have Danced All Night"                      | My Fair Lady                                           | Emma Pillsbury                                                                                   | 8. „Směska"                | Ne    | Volume 1                |
| „Dancing with Myself"                                 | Nouvelle Vague                                         | Artie Abrams                                                                                     | 9. „Na vozíku"             | Ano   | Volume 1                |
| „Defying Gravity"                                     | muzikál Čarodějka                                      | Kurt Hummel a Rachel Berry                                                                       | 9. „Na vozíku"             | Ano   | Volume 1                |
| „Proud Mary"                                          | Ike a Tina Turner                                      | New Directions                                                                                   | 9. „Na vozíku"             | Ano   | Volume 2                |
| „Endless Love"                                        | Lionel Richie a Diana Ross                             | Rachel Berry a Will Schuester                                                                    | 10. „Balady"               | Ano   | Volume 2                |
| „I'll Stand by You"                                   | The Pretenders                                         | Finn Hudson                                                                                      | 10. „Balady"               | Ano   | Volume 2                |
| „Don't Stand So Close to Me" / „Young Girl"           | The Police / Gary Puckett & The Union Gap              | Will Schuester                                                                                   | 10. „Balady"               | Ano   | Volume 2                |
| „Crush"                                               | Jennifer Paige                                         | Rachel Berry                                                                                     | 10. „Balady"               | Ano   | Volume 2                |
| „You're Having My Baby"                               | Paul Anka a Odia Coates                                | Finn Hudson                                                                                      | 10. „Balady"               | Ano   | Volume 2                |
| „Lean on Me"                                          | Bill Withers                                           | New Directions                                                                                   | 10. „Balady"               | Ano   | Volume 2                |
| „Bootylicious"                                        | Destiny's Child                                        | Jane Addams Girls Choir                                                                          | 11. „Vlasografie"          | Ano   | The Complete Season One |
| „Don't Make Me Over"                                  | Dionne Warwick                                         | Mercedes Jones                                                                                   | 11. „Vlasografie"          | Ano   | Volume 2                |
| „You're the One That I Want"                          | muzikál Pomáda                                         | Rachel Berry a Finn Hudson                                                                       | 11. „Vlasografie"          | Ne    | N/A                     |
| „Papa Don't Preach"                                   | Madonna                                                | Quinn Fabray a Puck                                                                              | 11. „Vlasografie"          | Ano   | The Complete Season One |
| „Crazy in Love" / „Hair"                              | Beyoncé feat. Jay-Z / muzikál Vlasy                    | New Directions                                                                                   | 11. „Vlasografie"          | Ano   | The Complete Season One |
| „Imagine"                                             | John Lennon                                            | Haverbrook Deaf Choir a New Directions                                                           | 11. „Vlasografie"          | Ano   | Volume 2                |
| „True Colors"                                         | Cyndi Lauper                                           | Tina Cohen-Chang a New Directions                                                                | 11. „Vlasografie"          | Ano   | Volume 2                |
| „Smile"                                               | Lily Allen                                             | Rachel Berry a Finn Hudson                                                                       | 12. „Matrace"              | Ano   | Volume 2                |
| „When You're Smiling"                                 | Louis Armstrong                                        | Rachel Berry                                                                                     | 12. „Matrace"              | Ne    | N/A                     |
| „Jump"                                                | Van Halen                                              | New Directions                                                                                   | 12. „Matrace"              | Ano   | Volume 2                |
| „Smile"                                               | Charlie Chaplin                                        | New Directions                                                                                   | 12. „Matrace"              | Ano   | Volume 2                |
| „And I Am Telling You I'm Not Going"                  | muzikál Dreamgirls                                     | Mercedes Jones                                                                                   | 13. „Okresní kolo"         | Ano   | Volume 2                |
| „And I Am Telling You I'm Not Going"                  | muzikál Dreamgirls                                     | Jane Addams Girls Choir                                                                          | 13. „Okresní kolo"         | Ne    | N/A                     |
| „Proud Mary"                                          | Ike a Tina Turner                                      | Jane Addams Girls Choir                                                                          | 13. „Okresní kolo"         | Ne    | N/A                     |
| „Don't Stop Believin'"                                | Journey                                                | Haverbrook Deaf Choir                                                                            | 13. „Okresní kolo"         | Ne    | N/A                     |
| „Don't Rain on My Parade"                             | muzikál Funny Girl                                     | Rachel Berry                                                                                     | 13. „Okresní kolo"         | Ano   | Volume 2                |
| „You Can't Always Get What You Want"                  | The Rolling Stones                                     | New Directions                                                                                   | 13. „Okresní kolo"         | Ano   | Volume 2                |
| „My Life Would Suck Without You"                      | Kelly Clarkson                                         | New Directions                                                                                   | 13. „Okresní kolo"         | Ano   | Volume 2                |
| „Hello, I Love You"                                   | The Doors                                              | Finn Hudson                                                                                      | 14. „Ahoj"                 | Ano   | Love Songs              |
| „Gives You Hell"                                      | The All-American Rejects                               | Rachel Berry a New Directions                                                                    | 14. „Ahoj"                 | Ano   | Volume 3 Showstoppers   |
| „Hello"                                               | Lionel Richie                                          | Rachel Berry a Jesse St. James                                                                   | 14. „Ahoj"                 | Ano   | Volume 3 Showstoppers   |
| „Hello Again"                                         | Neil Diamond                                           | Will Schuester                                                                                   | 14. „Ahoj"                 | Ne    | N/A                     |
| „Highway to Hell"                                     | AC/DC                                                  | Vocal Adrenaline                                                                                 | 14. „Ahoj"                 | Ano   | The Complete Season One |
| „Hello, Goodbye"                                      | The Beatles                                            | New Directions                                                                                   | 14. „Ahoj"                 | Ano   | Volume 3 Showstoppers   |
| "Ray of Light" *                                      | Madonna                                                | roztleskávačky McKinley High                                                                     | 15. "Síla Madonny"         | Ne    | N/A                     |
| „Express Yourself"                                    | Madonna                                                | ženské členky New Directions                                                                     | 15. „Síla Madonny"         | Ano   | The Power of Madonna    |
| „Open Your Heart" / „Borderline"                      | Madonna                                                | Rachel Berry a Finn Hudson                                                                       | 15. „Síla Madonny"         | Ano   | The Power of Madonna    |
| „Vogue"                                               | Madonna                                                | Sue Sylvester                                                                                    | 15. „Síla Madonny"         | Ano   | The Power of Madonna    |
| „Like a Virgin"                                       | Madonna                                                | Finn Hudson a Santana Lopez; Will Schuester a Emma Pillsbury; Rachel Berry a Jesse St. James     | 15. „Síla Madonny"         | Ano   | The Power of Madonna    |
| „4 Minutes"                                           | Madonna feat. Justin Timberlake a Timbaland            | Kurt Hummel a Mercedes Jones                                                                     | 15. „Síla Madonny"         | Ano   | The Power of Madonna    |
| „What It Feels Like for a Girl"                       | Madonna                                                | Will Schuester a mužští členové New Directions                                                   | 15. „Síla Madonny"         | Ano   | The Power of Madonna    |
| „Like a Prayer"                                       | Madonna                                                | New Directions                                                                                   | 15. „Síla Madonny"         | Ano   | The Power of Madonna    |
| „Fire"                                                | Bruce Springsteen                                      | April Rhodes a Will Schuester                                                                    | 16. „Domov"                | Ano   | The Complete Season One |
| „A House Is Not a Home"                               | Dionne Warwick                                         | Kurt Hummel a Finn Hudson                                                                        | 16. „Domov"                | Ano   | Volume 3 Showstoppers   |
| „One Less Bell to Answer" / „House Is Not a Home"     | Barbra Streisandová                                    | April Rhodes a Will Schuester                                                                    | 16. „Domov"                | Ano   | Volume 3 Showstoppers   |
| „Beautiful"                                           | Christina Aguilera                                     | Mercedes Jones a New Directions                                                                  | 16. „Domov"                | Ano   | Volume 3 Showstoppers   |
| „Home"                                                | The Wiz                                                | April Rhodes a New Directions                                                                    | 16. „Domov"                | Ano   | Volume 3 Showstoppers   |
| „Ice Ice Baby"                                        | Vanilla Ice                                            | Will Schuester a New Directions                                                                  | 17. „Špatná pověst"        | Ano   | The Complete Season One |
| „U Can't Touch This"                                  | MC Hammer                                              | Artie Abrams, Kurt Hummel, Mercedes Jones, Tina Cohen-Chang a Brittany Pierce                    | 17. „Špatná pověst"        | Ano   | The Complete Season One |
| „Physical"                                            | Olivia Newton-Johnová                                  | Sue Sylvester a Olivia Newton-Johnová                                                            | 17. „Špatná pověst"        | Ano   | Volume 3 Showstoppers   |
| „Run Joey Run"                                        | David Geddes                                           | Rachel Berry, Finn Hudson, Jesse St. James, Puck, Santana Lopez, Brittany Pierce a Sandy Ryerson | 17. „Špatná pověst"        | Ano   | The Complete Season One |
| „Total Eclipse of the Heart"                          | Bonnie Tyler                                           | Rachel Berry, Finn Hudson, Jesse St. James a Puck                                                | 17. „Špatná pověst"        | Ano   | Volume 3 Showstoppers   |
| „The Climb"                                           | Miley Cyrusová                                         | Rachel Berry                                                                                     | 18. „Laryngitida"          | Ne    | N/A                     |
| „Jessie's Girl"                                       | Rick Springfield                                       | Finn Hudson                                                                                      | 18. „Laryngitida"          | Ano   | The Complete Season One |
| „The Lady Is a Tramp"                                 | Sammy Davis mladší                                     | Puck a Mercedes Jones                                                                            | 18. „Laryngitida"          | Ano   | Volume 3 Showstoppers   |
| „Pink Houses"                                         | John Mellencamp                                        | Kurt Hummel                                                                                      | 18. „Laryngitida"          | Ne    | N/A                     |
| „The Boy Is Mine"                                     | Brandy a Monica                                        | Mercedes Jones a Santana Lopez                                                                   | 18. „Laryngitida"          | Ano   | Love Songs              |
| „Rose's Turn"                                         | muzikál Gypsy: A Musical Fable                         | Kurt Hummel                                                                                      | 18. „Laryngitida"          | Ano   | Volume 3 Showstoppers   |
| „One"                                                 | U2                                                     | Rachel Berry, Sean Fretthold a New Directions                                                    | 18. „Laryngitida"          | Ano   | Volume 3 Showstoppers   |
| „Daydream Believer"                                   | The Monkees                                            | Bryan Ryan                                                                                       | 19. „Sni dál"              | Ne    | N/A                     |
| „Piano Man"                                           | Billy Joel                                             | Will Schuester a Bryan Ryan                                                                      | 19. „Sni dál"              | Ne    | N/A                     |
| „Big Spender"                                         | Sweet Charity                                          | Žena na konkurzu                                                                                 | 19. „Sni dál"              | Ne    | N/A                     |
| „Dream On"                                            | Aerosmith                                              | Will Schuester a Bryan Ryan                                                                      | 19. „Sni dál"              | Ano   | Volume 3 Showstoppers   |
| „The Safety Dance"                                    | Men Without Hats                                       | Artie Abrams                                                                                     | 19. „Sni dál"              | Ano   | Volume 3 Showstoppers   |
| „I Dreamed a Dream"                                   | muzikál Bídníci                                        | Rachel Berry a Shelby Corcoran                                                                   | 19. „Sni dál"              | Ano   | Volume 3 Showstoppers   |
| „Dream a Little Dream of Me"                          | The Mamas & the Papas                                  | Artie Abrams a New Directions                                                                    | 19. „Sni dál"              | Ano   | Love Songs              |
| „Funny Girl"                                          | Barbra Streisandová                                    | Shelby Corcoran                                                                                  | 20. „Teatrálnost"          | Ano   | The Complete Season One |
| „Bad Romance"                                         | Lady Gaga                                              | všechny ženské členky New Directions s Kurtem Hummelem                                           | 20. „Teatrálnost"          | Ano   | Volume 3 Showstoppers   |
| „Shout It Out Loud"                                   | Kiss                                                   | všichni mužští členové New Directions kromě Kurta Hummela                                        | 20. „Teatrálnost"          | Ano   | The Complete Season One |
| „Beth"                                                | Kiss                                                   | všichni mužští členové New Directions kromě Kurta Hummela                                        | 20. „Teatrálnost"          | Ano   | Volume 3 Showstoppers   |
| „Poker Face"                                          | Lady Gaga                                              | Rachel Berry a Shelby Corcoran                                                                   | 20. „Teatrálnost"          | Ano   | Volume 3 Showstoppers   |
| „Another One Bites the Dust"                          | Queen                                                  | Vocal Adrenaline                                                                                 | 21. „Funky fňuk"           | Ano   | The Complete Season One |
| „Tell Me Something Good"                              | Rufus and Chaka                                        | Will Schuester                                                                                   | 21. „Funky fňuk"           | Ano   | Love Songs              |
| „Loser"                                               | Beck                                                   | Puck, Finn Hudson, Sandy Ryerson, Howard Bamboo a Terri Schuester                                | 21. „Funky fňuk"           | Ano   | Volume 3 Showstoppers   |
| „It's a Man's Man's Man's World"                      | James Brown                                            | Quinn Fabray                                                                                     | 21. „Funky fňuk"           | Ano   | The Complete Season One |
| „Good Vibrations"                                     | Marky Mark and the Funky Bunch feat. Loleatta Holloway | Puck, Finn Hudson a Mercedes Jones                                                               | 21. „Funky fňuk"           | Ano   | The Complete Season One |
| „Give Up the Funk"                                    | Parliament                                             | New Directions                                                                                   | 21. „Funky fňuk"           | Ano   | Volume 3 Showstoppers   |
| „You Raise Me Up" / „Magic"                           | Josh Groban / Olivia Newton-Johnová                    | Aural Intensity                                                                                  | 22. „Cesta"                | Ne    | N/A                     |
| „Faithfully"                                          | Journey                                                | Rachel Berry, Finn Hudson a New Directions                                                       | 22. „Cesta"                | Ne    | Journey to Regionals    |
| „Any Way You Want It" / „Lovin', Touchin', Squeezin'" | Journey                                                | New Directions                                                                                   | 22. „Cesta"                | Ne    | Journey to Regionals    |
| „Don't Stop Believin'"                                | Journey                                                | New Directions                                                                                   | 22. „Cesta"                | Ne    | Journey to Regionals    |
| „Bohemian Rhapsody"                                   | Queen                                                  | Vocal Adrenaline                                                                                 | 22. „Cesta"                | Ne    | Journey to Regionals    |
| „To Sir, with Love"                                   | Lulu                                                   | New Directions                                                                                   | 22. „Cesta"                | Ne    | Journey to Regionals    |
| „Over the Rainbow"                                    | Israel Kamakawiwoʻole                                  | Will Schuester a Puck                                                                            | 22. „Cesta"                | Ano   | Journey to Regionals    |

### Legenda
- * - pouze taneční vystoupení